# Chiesa di San Francesco da Paola (Ledro)
La chiesa di San Francesco da Paola è una chiesa sussidiaria a Molina, frazione di Ledro nell'omonima valle in Trentino. Fa parte della zona pastorale di Riva e Ledro e risale al XVII secolo.

## Storia

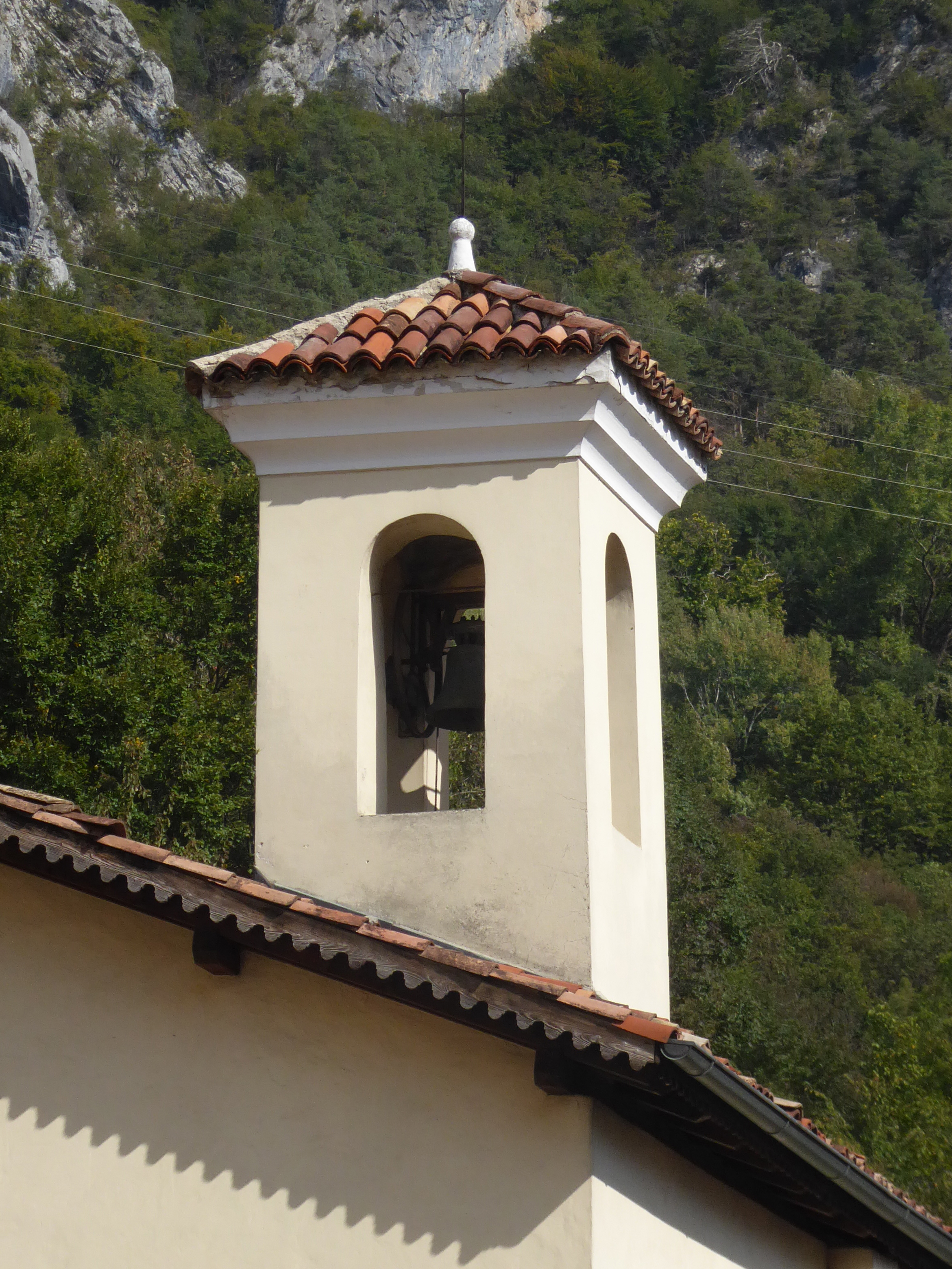
Campanile

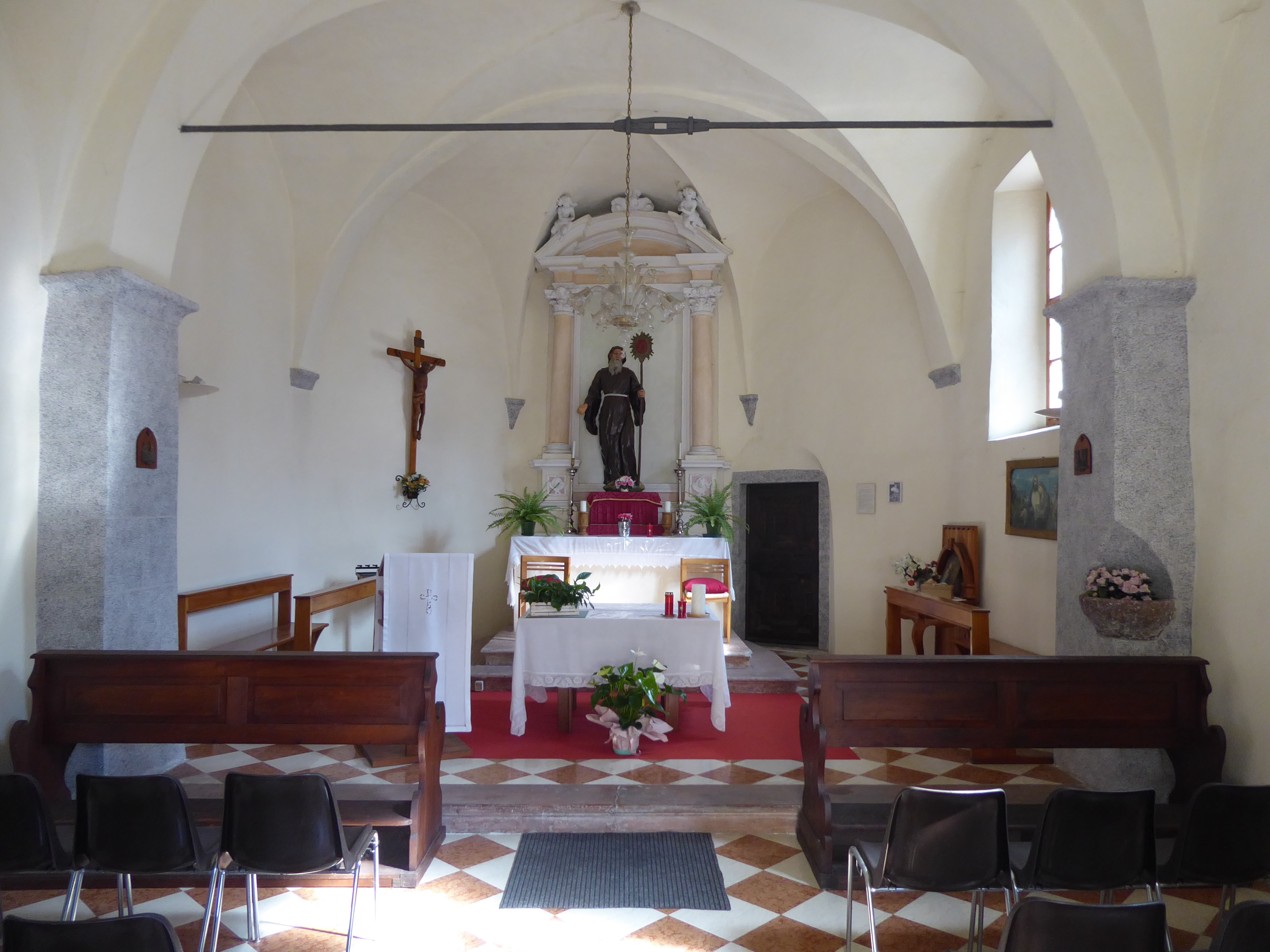
Interno con altare maggiore

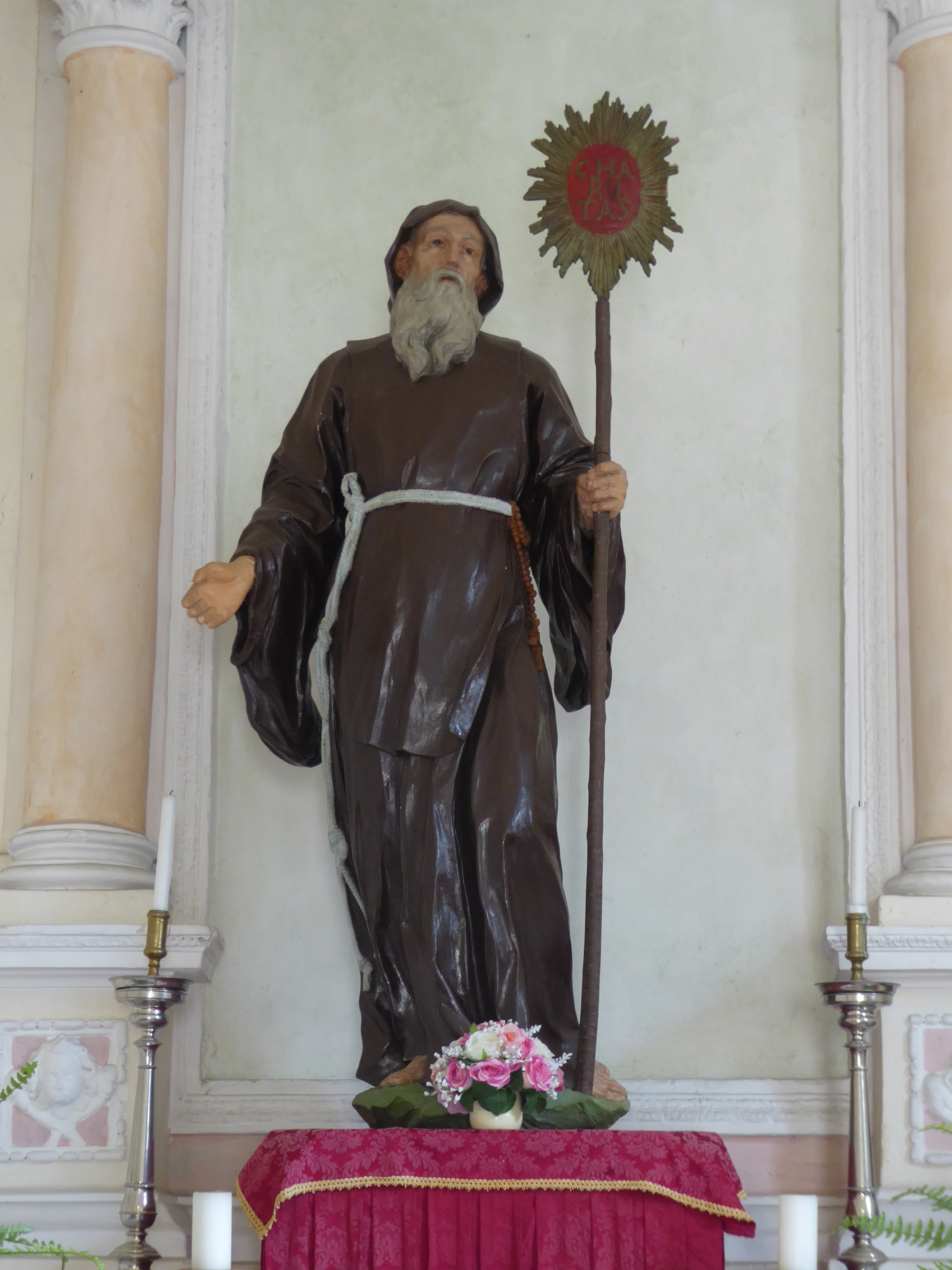
Statua raffigurante San Francesco da Paola

La costruzione della piccola chiesa iniziò nel 1628 e i lavori proseguirono per diversi anni.
All'inizio del XVIII secolo venne completamente ristrutturata con importanti interventi nelle sue fondamenta con opere di impermeabilizzazione.

## Parrocchia
La chiesa di San Francesco da Paola è sussidiaria nella parrocchia di San Vigilio a Molina.

## Descrizione

### Esterni
La facciata è seminascosta dal muretto di una ripida stradina che le passa davanti, è semplice, a capanna. Il portale è in centro alla facciata ed è preceduto da un piccolissimo sagrato, ha cornici in pietra e termina con un timpano triangolare. Una piccola finestra chiusa da una grata posta sul lato a destra e un oculo centrale in alto danno luce alla navata interna. L'accesso è caratterizzato da alcuni gradini. Il campanile si alza dal corpo dell'edificio.

### Interni
Ha un'unica semplice navata, il presbiterio è leggermente rialzato ed è racchiuso in un'abside a forma di semicerchio.